# Catarroja (stacja kolejowa)
Catarroja (hiszp. Estación de Catarroja) – stacja kolejowa w miejscowości Catarroja, w prowincji Walencja, we wspólnocie autonomicznej Walencja, w Hiszpanii.
Jest obsługiwana przez pociągi linii C-1, C-2 Cercanías Valencia i Media Distancia przewoźnika Renfe.

## Położenie stacji
Znajduje się na linii kolejowej Madryt – Walencja w km 105,1.

## Historia
Stacja została otwarta 24 października 1852 wraz z odcinkiem Walencja-Silla linii Walencja-Xátiva. Linię zbudowała Compañía del Ferrocarril de Játiva a El Grao de Valencia. W 1862 spółka przeszła do większej kompanii o nazwie Sociedad de los Ferrocarriles de Almansa a Valencia y Tarragona. Stan ten się utrzymywał do 1941, kiedy to nastąpiła nacjonalizacja kolei w Hiszpanii i powstanie RENFE.
Od 31 grudnia 2004 Renfe Operadora obsługuje linie kolejowe, podczas gdy Adif jest właścicielem obiektów kolejowych.

## Linie kolejowe
- Madryt – Walencja

## Połączenia
| Linia MD | Pociąg   | Z/Do     |  | Do/Z  |
| -------- | -------- | -------- |  | ----- |
| 47       | Regional | Valencia |  | Alcoi |